# القصر الوطني (هايتي)
القصر الوطني (بالفرنسية: Palais National)‏ يقع بمنطقة بورت أو برنس في هايتي، وأحد أهم القصور الملكية في جمهورية هايتي. وهو يستخدم حالياً كمقر لنزول الضيوف الأجانب من رؤساء وغيرهم. وقد تعرض لأضرار بالغة خلال زلزال مدمر في عام 2010. تم هدم أنقاض المبنى في عام 2012 تحت إدارة مارتيلي، وأعلن جوفينيل مويس عن خطط لإعادة بناء القصر في عام 2017.

## روابط خارجية
- "قصر رئاسي دمر في هايتي" عرض شرائح بواسطة Yahoo! أخبار
- 2015 الصورة رقم 24